# Typhlodromus sudanicus
Typhlodromus sudanicus är en spindeldjursart som beskrevs av El-Badry 1967. Typhlodromus sudanicus ingår i släktet Typhlodromus och familjen Phytoseiidae. Inga underarter finns listade i Catalogue of Life.